# استووبتسی
استووبتسی (به لاتین: Stowbtsy) یک منطقهٔ مسکونی در بلاروس است که در منطقه مینسک واقع شده‌است. استووبتسی ۱۵٬۴۰۰ نفر جمعیت دارد.